# 特拉韦尔塞拉
特拉韦尔塞拉（義大利語：Traversella），是意大利都灵省的一个市镇。总面积39平方公里，人口350人，人口密度9.0人/平方公里（2009年）。ISTAT代码为001278。